# Jesse Pintado
Pour les articles homonymes, voir Pintado.
Jesse Pintado est un guitariste qui a joué notamment dans les groupes Napalm Death et Terrorizer, ainsi que dans les moins connus Lock Up et Brujeria, toujours dans un style grindcore.

## Biographie
Jesse est né le 12 juillet 1969 à Mexico et mort le 27 août 2006 aux Pays-Bas, où il résidait. Il aurait succombé à un coma diabétique. 
Son décès est dû à son alcoolisme. 